# Camillo De Lellis (matematico)
Camillo De Lellis (San Benedetto del Tronto, 11 giugno 1976) è un matematico italiano, conosciuto per i suoi lavori sul calcolo delle variazioni, sui sistemi iperbolici di leggi di conservazione, sulla teoria geometrica della misura e sulla fluidodinamica.

## Biografia
Ha studiato all'Università di Pisa e alla Scuola Normale Superiore sotto la supervisione di Luigi Ambrosio; è stato PostDoc presso il Max Planck Institute di Lipsia e dal 2005 professore presso il dipartimento di Matematica dell'Università di Zurigo. In Italia è membro del Collegio dei docenti del Ph.D. in Mathematics of Natural, Social and Life Sciences del Gran Sasso Science Institute.
L'Institute for Advanced Study di Princeton ha annunciato la sua nomina quale professore a partire da luglio 2018.

## Attività scientifica
De Lellis ha dato contributi fondamentali in diversi campi della teoria delle equazioni alle derivate parziali. In Teoria geometrica della misura si è interessato della teoria della regolarità e delle singolarità delle superfici minime, perseguendo un programma dedicato a dare nuove prospettive alla teoria sviluppata da  Frederick J. Almgren, Jr. nel suo "Big regularity paper".
De Lellis ha anche lavorato su importanti aspetti della teoria dei sistemi di leggi di conservazione iperboliche e della fluidodinamica. In particolare, in collaborazione con László Székelyhidi Jr., ha introdotto l'uso della integrazione convessa  e delle inclusioni differenziali per analizzare il problema della non-unicità per le soluzioni deboli delle equazioni di Eulero.

## Riconoscimenti
- 2009: Medaglia Stampacchia.
- 2013: Premio Fermat, condiviso con Martin Hairer.
- 2013: SIAM SIAG/APDE Prize (della Society for Industrial and Applied Mathematics), condiviso con László Székelyhidi.
- 2014: Premio Caccioppoli
- 2015: Premio Amerio
- 2015: Premio Truentum[5]
- 2020: Bôcher Memorial Prize[6]
- 2021: Premio Feltrinelli